# Rudolf Hiti
Pour les articles homonymes, voir Hiti (homonymie).
Temple de la renommée de l'IIHF : 2009
Temple de la renommée slovène : 2007
Rudolf Hiti, dit Rudi Hiti, (né le 4 novembre 1946 à Kurja, village de Jesenice en République socialiste de Slovénie) est un joueur slovène de hockey sur glace devenu entraîneur. Il est le frère de Gorazd Hiti.

## Biographie

### Carrière en club
Il commence le hockey à l'âge de 13 ans à Jesenice. En 1962, il rejoint l'HK Kranjska Gora. Par la suite, il porte les couleurs de l'HK Jesenice et du HK Olimpija. Il gagne deux fois le championnat avec l'HK Jesenice et deux fois avec l'HK Olimpija. En 1970, il a joué un match d'exhibition avec les Black Hawks de Chicago, évoluant en Ligue nationale de hockey, contre les Stars de Dallas. Au cours de cette rencontre, il reçoit un palet dans la mâchoire qui le fait rentrer en Slovénie. En 1972, il décline une offre des Sharks de Los Angeles moins importante que celle que lui propose l'HK Olimpija. À partir de 1974, il a évolué de nombreuses années en Serie A avec Bolzano avec qui il gagne trois fois le championnat, Alleghe et Come. 

### Carrière internationale
Il a représenté l'Équipe de Yougoslavie de hockey sur glace. Il honore sa première sélection en 1964 à Graz face à l'Autriche. Il a participé à 17 championnats du monde ainsi qu'aux Jeux olympiques de Grenoble 1968 et Sapporo 1972. Il compte 177 sélections pour 84 buts.

## Carrière d'entraîneur
Il a notamment entraîné l'Équipe de Slovénie de hockey sur glace de 1991 à 2000.

## Poletna Liga
Hiti organise la Poletna Liga un tournoi amical international de hockey sur glace lors de la présaison estivale à Bled en Slovénie.